# Jean-André Peyssonnel
Jean-André Peyssonnel (n. 19 iunie 1694, Marsilia, Franța – d. 24 decembrie 1759, Anse-Bertrand⁠(d), Guadeloupe, Franța) a fost un medic și naturalist francez.

## Biografie
Tatăl său Charles Peyssonnel, născut în 1640, a fost un renumit doctor care a murit la 80 de ani de ciuma anului 1720, victimă a devotamentului său pentru bolnavii de la Hôtel-Dieu. Fratele său, Charles de Peyssonnel, l-a numit pe Charles ca pe tatăl său, născut la Marsilia la 17 decembrie 1700, era avocat în Aix-en-Provence și era responsabil pentru consulatul din Smirna unde a murit la 16 iunie 1757.
A studiat la Colegiul Oratorienilor din Marsilia, deosebit de atent la istoria științei, apoi la Universitatea din Aix-en-Provence unde a obținut gradul de doctor în medicină în 1718. Înainte de a-și începe cariera naturalist, a început ca medic, dedicarea sa față de bolnavi în timpul epidemiei de ciumă de la Marsilia din 1720 i-a câștigat o pensie anuală de la rege. Apropierea de mare și curiozitatea sa științifică l-au împins treptat spre cercetarea „producțiilor marine” cum ar fi coralul, bureții, algele.